# 廈門市南樂團
廈門市南樂團，直屬中國廈門市人民政府文化局的公營南管專業樂團。前身是1954年紀經畝成立的廈門金風南樂團，更早叫做廈門金風南樂咖啡座，1980年更名廈門市南樂團。團址位於廈門市中山南音閣。廈門市南樂團得益於首任團長紀經畝先生，以及白厚（白秋影）、任清水、白麗華、林玉燕等名師的指導，擁有多位獲評正高級職稱的演員和創作人員，錄製多張音樂專輯。
歷任團長是紀經畝、黃錚鐵、吳世安，現任團長是中國國家1級演員楊雪莉。
樂團曾給毛澤東、周恩來、朱德、董必武、陳毅、劉伯承、喬石、朱鎔基、吳邦國等領導表演南管音樂，曾出訪菲律賓、新加坡、日本、台灣、英屬香港。